# Clan Ashina
Il clan Ashina (蘆名氏?) fu un clan giapponese attivo nel periodo Sengoku nella provincia di Mutsu in quello che fu il dominio di Aizu.

## Storia
Il clan dichiarava di discendere dal clan Taira attraverso il clan Miura. Sono usati spesso anche i caratteri Kanji "芦名?" e "葦名?". Il nome deriva da un'area chiamata Ashina nella città di Yokosuka, nella prefettura di Kanagawa.
Tra i vari capi clan ci fu il daimyō Ashina Morikiyo, quindicesimo capo del clan.
Ci furono due rami del clan: Sagami-Ashina (相模蘆名氏?) e Aizu-Ashina (会津蘆名氏?). I Sagami-Ashina si formarono quando il terzo figlio di Miura Yoshitsugu adottò il nome Ashina. Gli Aizu-Ashina invece discendevano dal settimo figlio di Miura Yoshiaki, Sawara Yoshitsuru. Tuttavia alcune fonti sono discordanti. Durante il periodo Muromachi il clan pretese il ruolo di shugo di Aizu.
Nel 1589 gli Ashina subirono da Date Masamune una pesante sconfitta nella battaglia di Suriagehara che portò alla scomparsa del clan.

## Nei media
Nel videogioco Sekiro: Shadows Die Twice realizzato da FromSoftware, Ashina è il clan all'interno del quale il protagonista si infiltra per raggiungere l'obbiettivo della sua missione.